# Бердянський район
Бердянський район (Бердянщина) — район Запорізької області в Україні, утворений 2020 року. Адміністративний центр — місто Бердянськ.

## Історія
Район створено відповідно до постанови Верховної Ради України № 807-IX від 17 липня 2020 року. До його складу увійшли: Бердянська, Приморська міські, Андріївська, Чернігівська селищні, Андрівська, Берестівська, Осипенківська, Коларівська сільські територіальні громади.
Раніше територія району входила до складу Бердянського (1923—2020), Приморського, Чернігівського районів, ліквідованих тією ж постановою
Після початку  повномасштабної війни Росії проти України, Бердянський район тимчасово окупований силами РФ
.
Станом на 2022 року територія району частково окупована Росією внаслідок її збройного вторгнення.
30 вересня Російська Федерація оголосила про анексію цієї області, хоча контролює її лише частково і так і не спромоглася оволодіти її районним центром.